# Aleid Gerhard van Tricht
Aleid Gerhard van Tricht (Arnhem, 4 januari 1886 - Den Haag, 11 mei 1969) was een Nederlandse beroepsmilitair met de rang van luitenant-generaal.
Van Tricht was voor de Tweede Wereldoorlog gestationeerd in Indonesië. Met de rang van een generaal-majoor in het Koninklijk Nederlands-Indisch Leger. Daar ontmoette hij Angelika Bakker-Wilhelm, dochter van KNIL-officier Wilhelm, met wie hij nog dertig jaar door het leven ging. Hij had een stiefzoon, Jan Bakker.
In 1940 werd hij militair attaché in Bern en Rome.. In april was hij tien dagen in Rome, toen de oorlog uitbrak, vertrok hij naar Bern waar hij te maken kreeg met vluchtelingen en koeriersdiensten.

## Vluchtelingen
Medio 1941 kwamen de eerste vluchtelingen naar Zwitserland. Het waren vooral officieren en cadetten, die naar Engeland wilden doorgaan, dus daar had Zwitserland geen bezwaar tegen. Toen er in de eerste zes maanden ongeveer vijftig vluchtelingen waren aangekomen, begon Zwitserland te protesteren aangezien zij voorzagen dat het erger zou worden en voedseltekorten al een probleem werden. Uiteraard kwamen er ook vluchtelingen uit andere landen. De Nederlandse vluchtelingen werden meestal doorgestuurd naar Genève, waar het consulaat voor onderdak zorgde. Hiervoor kreeg het consulaat geld uit Londen.

Hij ving Engelandvaarders op die via de Van Niftrik-route in Zwitserland aankwamen. Hij hielp hun aan geld en valse papieren en smokkelde sommigen in verzegelde treinen naar Spanje. In 1942 werd dit laatste ontdekt. Daarna zette hij een ontsnappingslijn op samen met Job van Niftrik (die samen met zijn vrouw Betty op 11 augustus 42 naar Zwitserland vluchtten), dit werd de Generaalslijn genoemd en functioneerde tot 1944.
In totaal heeft Van Tricht te maken gehad met ongeveer 750 vluchtelingen waarvan er ongeveer 250 door naar Engeland gingen.

## Koeriersdiensten
Hij onderhield een verbindingslijn met enkele spionagegroepen in Nederland via de Zwitserse Weg. Koeriers, vaak vrouwen, namen microfilms uit Nederland mee. Deze werden in de zomen of schoudervullingen van hun kleding genaaid of in een Caran d'Ache potlood gerold.  Vanuit Bern werden de boodschappen naar Londen doorgegeven.

## Familierelatie
Van Trichts broer was de literatuurwetenschapper Hendrik Willem van Tricht.

## Militaire loopbaan
- Tweede luitenant: juli 1907[1]
- Kapitein:[1]
- Majoor: 1929[1]
- Luitenant-kolonel:[1]
- Kolonel:[1]
- Generaal-majoor:[1]
- Luitenant-generaal:[1]
- Generaal: 1935[1]

## Onderscheidingen
- Ridder in de Orde van de Nederlandse Leeuw[1][2]
- Onderscheidingsteken voor Langdurige Dienst als officier met cijfer XXX[2]
- Mobilisatiekruis 1914-1918[2]
- Militair Kruis voor 30-jarigen dienst[1]
- Commander in het Legion van Verdienste[2]